# Tuna kyrka, Södermanland
Tuna kyrka är en kyrkobyggnad i Tuna i Strängnäs stift. Den är församlingskyrka i Kiladalens församling.

## Kyrkobyggnaden
Kyrkan består av långhus med ett smalare rakt kor i öster och torn i väster. Vid långhusets sydvästra sida finns ett vidbyggt vapenhus. Norr om koret finns en vidbyggd sakristia. Ytterväggarna är spritputsade och svagt gulfärgade. Tornet har en kopparklädd tornspira. Övriga byggnadsdelar har sadeltak täckta med spån.
När Tuna kyrka uppfördes på 1200-talet kom den att bli en av de största i Södermanland. Troligen har kyrkan byggts i två etapper eftersom övre hälften av väggarna är byggda av tegel. Under 1400-talet tillkom vapenhuset.
Under början av 1500-talet bytte man ut långhusets innertak av trä mot tegelvalv. Vid slutet av 1500-talet försågs koret med valv. Fönstren utvidgades på 1600- och 1700-talet och i slutet av 1600-talet förstorades vapenhusets port. 1877 tillkom kyrktornet och i samband med det revs den äldre klockstapeln.
Kyrkan var av allt att döma oputsad fram till omkring 1860, men tegelpartierna verkar ha varit målade i en mörkröd färg. I samband med putsningen 1860 försågs kyrkan med gjutjärnsfönster, vilka dock avlägsnades i samband med renoveringen på 1940-talet. Vindflöjeln på långhusets östgavel sattes upp 1694, tidigare fanns även en liknande på västgaveln.
Inne i kyrkan över triumfbågen finns kalkmålningar som troligen tillkom i början av 1300-talet, de togs fram 1934 efter att ha varit överkalkade. I koret finns väggmålningar med bland annat bibliska motiv som utfördes omkring 1620 av Peder målare, de togs fram 1900 efter att ha varit övermålade och blev då ganska hårt restaurerade.

## Inventarier
- Ett Mariaskåp vid långhusets sydöstra pelare är ett nordtyskt arbete från 1400-talets slut. Josef- och Mariabilderna har ursprungligen inte hört ihop utan har sammanfogats senare. Båda skulpturerna deponerades 1910 på museet i Strängnäs, men Mariaskulpturen kom tillbaka till kyrkan i samband med renoveringen 1943. Skåpet sattes upp så sent som 1972.
- En kristusskulptur avsedd för ett triumfkrucifix från Tuna kyrka finns bevarat, men överfördes till kyrkomuseet i Strängnäs då den var svårt skadad, bland annat var armarna avslagna och all målning borta. Det har stora likheter med ett snarlikt från Tunabergs kyrka, och härrör troligen från omkring 1450.
- En skulpturerad stock från 1400-talet som troligen härrör från kyrkan påträffades i samband med rivning av gamla prästgården i Tuna på 1870-talet. Den överlämnades som gåva till Statens historiska museum.
- Altartavlan målades under slutet av 1600-talet.
- Epitafium föreställande Olof Bononis Palmberg, kyrkoherde 1661-1679 och dennes familj, målat 1672 S. Höök.
- Ett porträtt av Karl XI, troligen utfört i slutet av 1600-talet
- En ny dopfunt av kalksten tillkom 1949.
- En åttapipig mässingsljuskrona, daterad 1655, som skänktes till kyrkan av Sven Jonsson i Huseby i samband med dotterns begravning. En större ljuskrona skänktes till kyrkan av Jonas Stare 1725. Kornetten Jonas Stare skänkte även 1703 ett par mässingsljusstakar till kyrkan och 1706 ett par tennljusstakar
- En trearmad ljusstake inköptes 1749 från Nyköpings mässingsbruk för 90 daler.
- En ljusarm med två ljuspipor har okänt ursprung, men är känd i inventarieböckerna sedan 1686.

## Gravstenar i golvet
På golvet finns ett flertal gravhällar, men inte alla har haft sin plats här från början. I samband med att kyrkgolvet lades om 1806 togs flera äldre gravhällar från kyrkogården och användes som golvtäckning. I samband med renoveringen 1954 lades ett tegelgolv i vapenhusen och plattorna från kalkstengolvet som lagts in där 1692 användes för att komplettera defekter inne i kyrkorummet. Bland gravhällarna finns en sten över Jonas Stare i Hjärmesta och hans hustru från 1724, en sten över prosten Olaus Bononis med årtalet 1668 och en sten av Hubert de Besche och hans första hustru Maria Roschette von Hegerstern med årtalet 1658. Tre värjor med sorgflor fanns tidigare upphängda i kyrkan över sina ägares gravar. De deponerades dock 1910 i Strängnäs kyrkomuseum.

## Kyrksilver
- En graverad silverkanna, delvis förgylld, härrör från slutet av 1500-talet och skänktes till kyrkan av Hubert och Maria de Besche. Kannan är av nordtyskt ursprung.
- Gillis de Besche och Catharina Störning gav 1692 ett par silverljusstakar till kyrkan. Ljusstakarna är stämplade i Amsterdam 1663–1664.
- Dopskålen härrör från mitten av 1600-talet och är tillverkad i Sverige.
- En oblatask, tillverkad 1698 av Henric Feiff i Stockholm inköptes 1716 av kyrkan
- En förgylld paten är det enda som finns kvar av en uppsättning nattvardstyg som 1736 skänktes till kyrkan av Brita Wallrav på Berga 1736.
- En päronformad vinkanna och en rund oblatsask är tillverkade av guldsmeden Anders Ulfsberg i Nyköping 1770.
- En brudkrona från 1700-talet
- En stor silverkalk, tillverkad av Gustaf Möllenborg i Stockholm 1843.

## Kyrkklockor
Kyrkklockorna är omgjutningar utförda 1916 av Bergholtz & Co i Stockholm. Av de äldre klockorna var den stora från slutet av medeltiden medan den mindre härrörde från början av 1700-talet.

### Orgel
Kororgeln med fyra stämmor byggdes 1980 av Grönlunds Orgelbyggeri i Gammelstaden.
- 1861 bygger Johan Ewerhardt, Stockholm en orgel med 6 stämmor.
- 1890 bygger Åkerman & Lund, Stockholm en orgel med 6 stämmor. Fasaden är ritad av arkitekten Ragnar Östberg.
- Den nuvarande orgeln är byggd 1949 av A Mårtenssons Orgelfabrik AB, Lund och är en pneumatisk orgel. Den har två fria kombinationer, registersvällare och automatisk pedalväxling. Fasaden är från 1890 års orgel.

| Huvudverk I     | Svällverk II      | Pedal       | Koppel   |
| Principal 8´    | Rörflöjt 8´       | Subbas 16´  | I/P      |
| Gedackt 8´      | Salicional 8´     | Gedackt 8´  | II/P     |
| Oktava 4´       | Principal 4´      | Koralbas 4´ | II/I     |
| Flöjt 4´        | Gemshorn 4'       |             | II 16'/I |
| Oktava 2'       | Nasard 2 2/3'     |             | II 4'/I  |
| Mixtur 3-4 chor | Svegel 2'         |             |          |
|                 | Dulcian 8'        |             |          |
|                 | Tremulant         |             |          |
|                 | Crescendosvällare |             |          |

#### Kororgel
- Kororgeln är byggd 1980 av Grönlunds Orgelbyggeri, Gammelstad och är en mekanisk orgel.

| Manual       | Pedal   |
| Gedackt 8'   | Bihängd |
| Rörflöjt 4'  |         |
| Principal 2' |         |
| Kvint 1 1/3' |         |

### Webbkällor
- Svenska Kyrkans webbplats
- byggnadspresentation